# Bank of Baroda

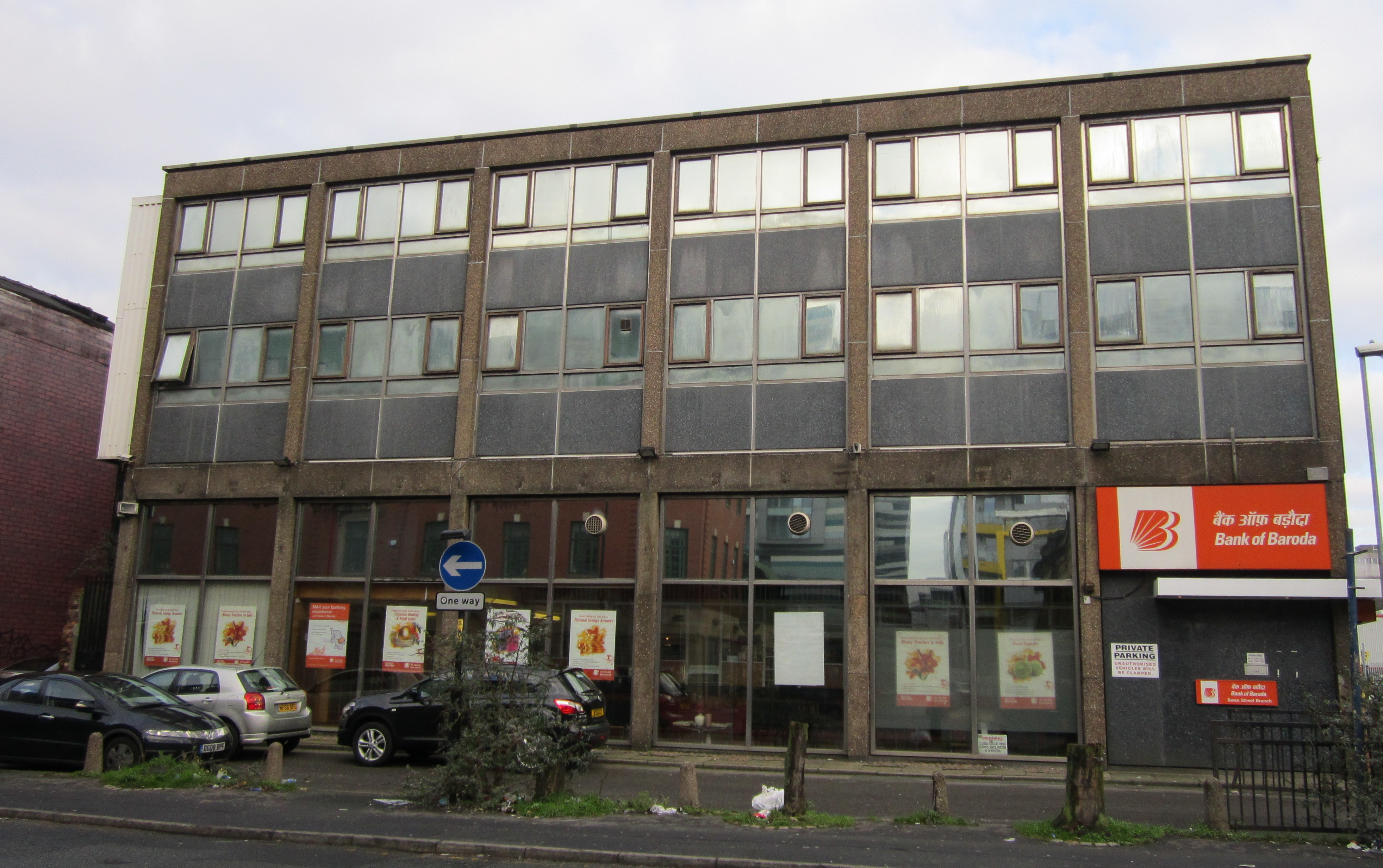

Bank of Baroda — третий крупнейший банк Индии после State Bank of India и ICICI Bank. Штаб-квартира в городе Вадодара (штат Гуджарат), операционный центр в Мумбаи (штат Махараштра). Контрольный пакет акций принадлежит правительству Индии (63,97 % акций).
Банк Бароды основан в 1908 году (Барода — другое название Вадодары, крупнейшего города на западе Индии). В 1953 году открыты первые зарубежные отделения (в Кении и Уганде), в 1957 году открыто отделение в Лондоне. В 1969 году 14 крупнейших банков Индии, включая Банк Бароды, были национализированы. В 1996 году Банк Бароды частично приватизирован путём размещения акций на бирже. В конце 2018 года банк объединён с двумя другими, Dena Bank и Vijaya Bank, в результате поднявшись с пятого места на третье в Индии по размеру активов.
Сеть банка насчитывает 8214 отделений. Активы на 31 марта 2021 года (конец 2020—2021 финансового года) составили 12,03 трлн рупий ($163 млрд). Принятые депозиты составили 9,96 трлн рупий. Основным регионом деятельности является Индия, однако около десятой части выручки приносит работа в других странах, в частности дочерние банки в ряде стран Африки (Ботсвана, Кения, Уганда, Гана, Танзания), а также в Гайане, Тринидаде и Тобаго, Новой Зеландии и Великобритании, совместные предприятия в Замбии и Малайзии.